# Туманов, Алексей Сергеевич
Алексей Сергеевич Туманов (бел. Аляксей Сяргеевіч Туманаў; род. 19 мая 2003, Минск) — белорусский футболист, защитник клуба «Минск».

## Карьера
Футболом начал заниматься в структуре СДЮШОР БФСО «Динамо». Первым тренером футболиста был Валентин Станиславович Домашевич. Позже футболист перебрался в структуру «Минска». В 2021 году футболист стал выступать за дублирующий состав клуба, а также стал подтягиваться к матчам с основной командой. В июле 2021 года футболист заключил с клубом свой первый профессиональный контракт. В начале 2023 года футболист стал тренироваться с основной командой. Дебютировал за клуб 17 марта 2023 года в матче против мозырской «Славии», выйдя на поле в стартовом составе. Футболист сразу же закрепился в основной команде столичного клуба, став одним из ключевых игроков. В матче заключительного тура чемпионата 2 декабря 2023 года против «Ислочи» забил свой дебютный гол. По итогу сезона футболист вместе с клубом завершил чемпионат на итоговом девятом месте.
Новый сезон за клуб футболист начал 3 марта 2024 года с четвертьфинального матча Кубка Беларуси против гродненского «Немана», выйдя на поле в стартовом составе. Первый матч в чемпионате футболист сыграл 16 марта 2024 года против борисовского БАТЭ, выйдя на поле в стартовом составе.

## Международная карьера
В июле 2021 года футболист отправился на сборы с юношеской сборной Беларуси до 19 лет. В октябре 2021 года вместе с клубом отправился на квалификационные матчи юношеского чемпионата Европы до 19 лет.